# كلية الهندسة (جامعة سوهاج)
كلية الهندسة جامعة سوهاج هي كلية حكومية مصرية تقدم درجة البكالوريوس والدراسات العليا في الهندسة وفروعها.

## مبني الكلية
انشئت الكلية بقرار الجمهورى رقم 324 لسنة 2007 وبدأت الدراسة بها العام الدراسى 2008-2009 وتم تخريج أول دفعة منها العام الدراسى 2012-2013.
يوجد مبنى كلية الهندسة بحرم الجامعة الجديد بمدينة سوهاج الجديدة علي مساحة 6000 م2 ويتكون من بدروم ودور أرضي و4 أدوار متكرره بتكلفة إنشائية 65 مليون جنيه.

## رسالة الكلية
الهندسة هي المهنة التي تطبق العلوم الاساسية من اجل تطوير وابتكار الطرق والاساليب وتصميم النظم والمنشئات والآلات والاجهزه للاستخدام الامثل لمواد وموارد وقوى الطبيعة لنفع المجتمع البشري تكمن رسالة الكلية في اعداد جيل من المهندسين للعمل بالمؤسسات الصناعية ومواقع العمل والمكاتب الاستشاريه.

## أقسام الكلية
- قسم الهندسة المدنية
- قسم الهندسة الكهربية
- قسم الهندسة المعمارية
- قسم هندسة انشاءات